# 나가이 소타
나가이 소타(일본어: 永井 颯太, 1999년 8월 15일~)는 일본의 축구 선수이다.

## 구단 경력
그는 2022년 J3리그의 이와키 FC에 입단했다. 2022년 J3리그 우승으로 J2리그로 승격했다. 2023년까지 44경기에 출전하여, 2득점을 넣었다. 2024년 도쿄 베르디와 가고시마 유나이티드 FC에서 뛰었다. 2025년 J3리그의 FC 류큐로 이적했다.